# São José do Inhacorá
São José do Inhacorá là một đô thị thuộc bang Rio Grande do Sul, Brasil. Đô thị này có diện tích 77,806 km², dân số năm 2007 là 2132 người, mật độ 27,4 người/km².